# 余村古窑群址
余村古窑群址，位于中国广东省湛江市雷州市沈塘镇余下村，为湛江市雷州市的一个市级文物保护单位，类型为古遗址，公布时间为2001年8月17日。
余村古窑群址的历史年代为唐代。